# Elberadweg
De Elberadweg of Labská stezka / Labská cyklotrasa is een langeafstandsfietsroute in Tsjechië en Duitsland. De route volgt het verloop van de Elbe vanaf de bron in het Reuzengebergte tot de monding in de Noordzee. Het traject is bewegwijzerd in twee richtingen. Op grote delen van de route kan aan weerszijden van de Elbe gefietst worden.

## Traject
De route begint bij de bron in het Reuzengebergte. Vanaf Kolin tot Praag loopt de route parallel met de EuroVelo EV4 Midden-Europaroute. Er kan via een alternatief om Praag worden gefietst. In Praag kan worden gekozen voor de Moldau-Radweg welke de Moldau volgt.
Van Praag tot het Duitse Lutherstadt Wittenberg loopt de route parallel met de EuroVelo EV7 Route van de Zon.
In Litoměřice mondt de Eger uit in de Elbe en kan gekozen worden voor de Eger-Radweg.
Na passage van de grens gaat de route door Dresden. In Lutherstadt Wittenberg kruist de route de EuroVelo EV2 Hoofdstedenroute. 
In Barby mondt de Saale uit in de Elbe en kan gekozen worden voor de Saaleradweg.
De Aller en Aller-Radweg kunnen worden bereikt via de Aller-Elbe-Radweg welke start in Magdeburg en de Elbe verlaat in Hohenwarthe. In Lauenburg/Elbe kruist de route de EuroVelo EV13 IJzerengordijnpad. 
Hamburg is een knooppunt waar de EuroVelo EV3 Pelgrimsroute de route kruist. Ook de Radfernweg Hamburg-Bremen, de Hærvejen en de Hanzeroute kunnen hier opgepakt worden. Tussen Hamburg en eindpunt Cuxhaven loopt de route parallel met de EuroVelo EV12 Noordzeeroute. In eindpunt Cuxhaven kan de Weserradweg opgepakt worden.
Het Duitse deel wordt aangeduid met 'D10', een landelijke aanduiding van Fietsroutenetwerk D-net Duitsland. In Tsjechië loopt de route samen met Nationale fietsroute 2.

## Aansluitingen met Europese routes
- Tussen Kolin en Praag loopt de route parallel met de EuroVelo EV4 Midden-Europaroute.
- Tussen Praag en Lutherstadt Wittenberg loopt de route parallel met de EuroVelo EV7 Route van de Zon.
- In Lutherstadt Wittenberg kruist de route de EuroVelo EV2 Hoofdstedenroute.
- In Lauenburg/Elbe kruist de route de EuroVelo EV13 IJzerengordijnpad.
- In Hamburg kan worden aangesloten op de EuroVelo EV3 Pelgrimsroute.
- Tussen Hamburg en Cuxhaven loopt de route parallel met de EuroVelo EV12 Noordzeeroute.

## Aansluitingen met andere routes
- In Praag kan worden aangesloten op de Moldau-Radweg.
- In Litoměřice kan worden aangesloten op de Eger-Radweg.
- In Barby kan worden aangesloten op de Saaleradweg.
- Tussen Magdeburg en Hohenwarthe loopt de route parallel met de Aller-Elbe-Radweg.
- In Hamburg kan worden aangesloten op de Radfernweg Hamburg-Bremen.
- In Hamburg kan worden aangesloten op de Hærvejen.
- In Hamburg kan worden aangesloten op de Hanzeroute.
- In Cuxhaven kan worden aangesloten op de landelijke route D1 - Noordzeeroute.
- In Cuxhaven kan worden aangesloten op de Weserradweg.